# Afanassi Iwanowitsch Bulgakow

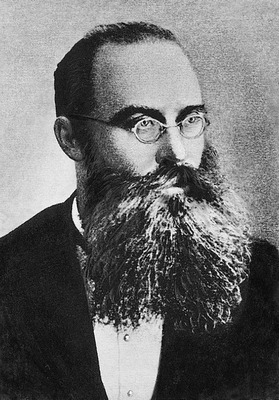
Afanassi Bulgakow; Anfang des 20. Jahrhunderts

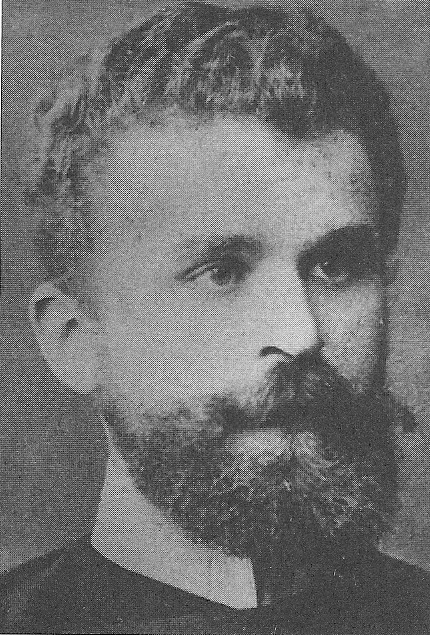
Afanassi Bulgakow; etwa 1890

Afanassi Iwanowitsch Bulgakow (russisch Афанасий Иванович Булгаков; * 17. Apriljul. / 29. April 1859greg. in Baititschi, Ujesd Brjansk, Gouvernement Orjol, Russisches Kaiserreich; † 14. Apriljul. / 27. April 1907greg. in Kiew, Gouvernement Kiew, Russisches Kaiserreich) war ein russischer orthodoxer Theologe, Kirchenhistoriker und Vater des sowjetischen Schriftstellers Michail Bulgakow.

## Leben
Afanassi Iwanowitsch Bulgakow studierte von 1876 bis 1881 in Orel und anschließend an der Kiewer Theologischen Akademie. Zwischen 1885 und 1887 lehrte er Griechische Sprache in Nowotscherkassk. 1886 erhielt er ein Diplom in Theologie und war Assistenzprofessor für Alte Geschichte. 1896 wurde Bulgakow zu Staatsrat ernannt.
Seit 1889 war er Leiter sowie ab März 1902 außerordentlicher Professor der Fakultät für Geschichte und westliche Religionen der Kiewer Theologischen Akademie. Am 11. Dezember 1906 erhielt er den Doktortitel für Theologie und am 8. Februar 1907 wurde er in den Rang eines ordentlichen Professor erhoben.
Die meisten seiner Studien waren der Geschichte des westlichen Christentums und hier insbesondere dem Katholizismus gewidmet.
Bulgakow war seit 1890 mit Warwara Michajlowna (geborene Pokrowskaja) verheiratet und hatte mit ihr sieben Kinder, darunter der erstgeborene Sohn Michail Bulgakow, der als Schriftsteller Berühmtheit erlangte. Afanassi Bulgakow starb 2 Tage vor Vollendung seines 48. Lebensjahres in Kiew und wurde auf dem Baikowe-Friedhof beerdigt.

## Werke (Auswahl)
- Essays über die Geschichte des Methodismus (Kiew, 1887; Dissertation)
- Der Zölibat des Klerus (Kiew, 1891)
- Neue religiöse Umwandlung in England im XIX. Jahrhundert (Kiew, 1897)
- Auf die Frage der anglikanischen Hierarchie (Kiew, 1898)
- Altkatholische und christlich-katholische Liturgie und ihre Beziehung zum römisch-katholischen Gottesdienst und Lehre (Kiew, 1901)
- Die Annahme einer weiteren neuen Lehre im römischen Katholizismus (Kiew, 1903)
- Die moderne Freimaurerei (Kiew, 1903)
- Die Kirche und ihre Beziehung zum Fortschritt (Kiew. 1903)

Quelle: 